# Neuseeländische Frauen-Cricket-Nationalmannschaft in Australien in der Saison 2016/17
Die Tour der neuseeländischen Cricket-Nationalmannschaft nach Australien in der Saison 2016/17 fand vom 17. bis zum 22. Februar 2017 statt. Die internationale Cricket-Tour war Bestandteil der Internationalen Cricket-Saison 2016/17 und umfasste drei WTwenty20s. Neuseeland gewann die Serie 2–1.

## Vorgeschichte
Neuseeland spielte zuvor eine Tour gegen Pakistan, Australien gegen Südafrika. Das letzte Aufeinandertreffen der beiden Mannschaften bei einer Tour fand in der Saison 2015/16 in Neuseeland statt.

## Stadien
Die folgenden Stadien wurden für die Tour als Austragungsort vorgesehen.
| Stadion                  | Stadt     | Kapazität | Spiele  |
| ------------------------ | --------- | --------- | ------- |
| Adelaide Oval            | Adelaide  | 53.583    | 3. WT20 |
| Kardinia Park            | Geelong   | 27.000    | 2. WT20 |
| Melbourne Cricket Ground | Melbourne | 100.024   | 1. WT20 |

## Kaderlisten
Neuseeland benannte seinen Kader am 26. Januar 2017.
Australien benannte seinen Kader am 31. Januar 2017.
| WTwenty20 | WTwenty20 |
| Australien | Neuseeland |
| --- | --- |
| - Meg Lanning (K) - Sarah Aley - Kristen Beams - Alex Blackwell - Lauren Cheatle - Rene Farrell - Ashleigh Gardner - Alyssa Healy - Jess Jonassen - Beth Mooney - Megan Schutt - Molly Strano - Elyse Villani - Amanda-Jade Wellington | - Suzie Bates (K) - Erin Bermingham - Sophie Devine - Maddy Green - Holly Huddleston - Leigh Kasperek - Amelia Kerr - Katey Martin - Thamsyn Newton - Katie Perkins - Anna Peterson - Liz Perry - Rachel Priest - Amy Satterthwaite - Lea Tahuhu |

## Women’s Twenty20 Internationals

### Erstes WTwenty20 in Melbourne
| 17. Februar Scorecard | Melbourne | Australien 151-4 (20)          | – | Neuseeland 111-8 (20) |
|                       |           | Australien gewinnt mit 40 Runs |   |                       |

Neuseeland gewann den Münzwurf und entschied sich als Feldmannschaft zu beginnen. Als Spielerin des Spiels wurde Alyse Villani ausgezeichnet.

### Zweites WTwenty20 in Geelong
| 19. Februar Scorecard | Geelong | Neuseeland 101-9 (20)                      | – | Australien 61-9 (13/13) |
|                       |         | Neuseeland gewinnt mit 8 Runs (D/L method) |   |                         |

Australien gewann den Münzwurf und entschied sich als Feldmannschaft zu beginnen. Als Spielerin des Spiels wurde Anna Peterson ausgezeichnet.

### Drittes WTwenty20 in Adelaide
| 22. Februar Scorecard | Adelaide | Australien 113-8 (20)          | – | Neuseeland 66 (16) |
|                       |          | Neuseeland gewinnt mit 47 Runs |   |                    |

Neuseeland gewann den Münzwurf und entschied sich als Schlagmannschaft zu beginnen. Als Spielerin des Spiels wurde Suzie Bates ausgezeichnet.

## Auszeichnungen

### Player of the Series
Als Player of the Series wurden der folgende Spieler ausgezeichnet.
| Serie | Player of the Series |
| ----- | -------------------- |
| WT20  | Suzie Bates          |

### Player of the Match
Als Player of the Match wurden die folgenden Spielerinnen ausgezeichnet.
| Spiel   | Player of the Match |
| ------- | ------------------- |
| 1. WT20 | Alyse Villani       |
| 2. WT20 | Anna Peterson       |
| 3. WT20 | Suzie Bates         |